# Кинан Гаруин
Кинан ап Брохвайл (ок. 545 — ок. 610) — король Поуиса (ок. 570 — ок. 610).

## Биография

### Правление
Кинан был сыном Брохвайла, а его мать, Ардин, была дочерью Пабо Пеннинского.
Его эпитет — Garwyn — означает «Белое бедро», «Белоногий» или «Белая колесница».
Кинан упоминается у барда Талиесина, как могущественный воин и король. Ему принадлежал прекрасный вороной конь Ди-Хир-Тиннедиг, один из трёх знаменитых коней Британии. Вероятно, у Кинана также была чем-то примечательная белая колесница. Хотя многие современники принимали его за Кинана, героя старых пророчеств, который должен освободить Британию от саксов, король Кинан больше воевал со своими соседями-бриттами. Он нападал на Инис Мон, Дивед, Гвент и даже на Думнонию. Но наиболее успешные войны Кинан вёл в соседнем Брихейниоге, который сумел полностью захватить. Лишь вмешательство монахов из Лланкарвана остановило его от вторжения в Гливисинг. Вместе с тем, Кинан был ревностным христианином и покровительствовал святому Беино, которому выделил землю под монастырь близ Корвена.
Угомонить Кинана, видимо ринулся Уриен, правитель Регеда, в войне с Поуисом захватил в плен Селива, сына Кинана. Между тем ещё другая легенда ассоциировала Уриена со средним Уэльсом. В Лланстефан MS.56 стр. 1 Джоном Давидом Рисом (ум.1609?), мы находим:
C[astell] Tinbod a wnaeth Vryen Rheged 
 ‘Urien Rheged made Castell Tinbod’.
Имеется в виду замок Дин-Бод, что недалеко от деревни Ллананно, в Майлиэниде, который упоминается у Тристфарта, барда Уриена..

### Семья
Женат на Гвенвинвин верх Эохайд, дети:
- Селив
- Каделл[4]
  - Гвинвиу Врих, предок Тудура Тревора[4]
- Эйлит, также (Эйлудд/Элиуд)[4][5]
- Святой Беуно
- Диногад[4][5]
- Авандрег Чёрная, замужем за Кадваном ап Иаго